# Vệ binh Thụy Sĩ
Vệ binh Thụy Sĩ Giáo hoàng, thường được gọi là Vệ binh Thụy Sĩ, là lực lượng vũ trang, đội danh dự và đơn vị cận vệ của Tòa Thánh Vatican, có nhiệm vụ bảo vệ Giáo hoàng và Điện Tông tòa tại Thành Vatican. Được Giáo hoàng Giuliô II thành lập vào năm 1506, Vệ binh Thụy Sĩ là một trong những đơn vị quân sự hoạt động liên tục lâu đời nhất trên thế giới và đôi khi được gọi là "quân đội nhỏ nhất trên thế giới".

## Lịch sử
Tháng 12 năm 2014, Giáo hoàng Phanxicô quyết định cách chức Tư lệnh Vệ binh Thụy Sĩ Daniel Anrig vì phong cách của ông quá cứng nhắc, ông hết nhiệm kỳ vào 31 tháng 1 năm 2015.

## Tuyển quân
Lính Vệ binh Thụy Sĩ phải là nam giới đang độc thân, theo đạo Công giáo, có quốc tịch Thụy Sĩ, từ 19 đến 30 tuổi, cao ít nhất 174 cm, đã hoàn thành khóa huấn luyện cơ bản của Quân đội Thụy Sĩ, có trình độ học vấn trung học trở lên, hạnh kiểm tốt và có thể phục vụ ít nhất 26 tháng. Năm 2009, chỉ huy Daniel Anrig cho biết có thể xem xét tuyển nữ giới vào Vệ binh Thụy Sĩ, nhưng sau đó không thấy đề xuất này được thực hiện. Lính Vệ binh Thụy được phép kết hôn sau 5 năm tại ngũ.

### Lễ tuyên thệ

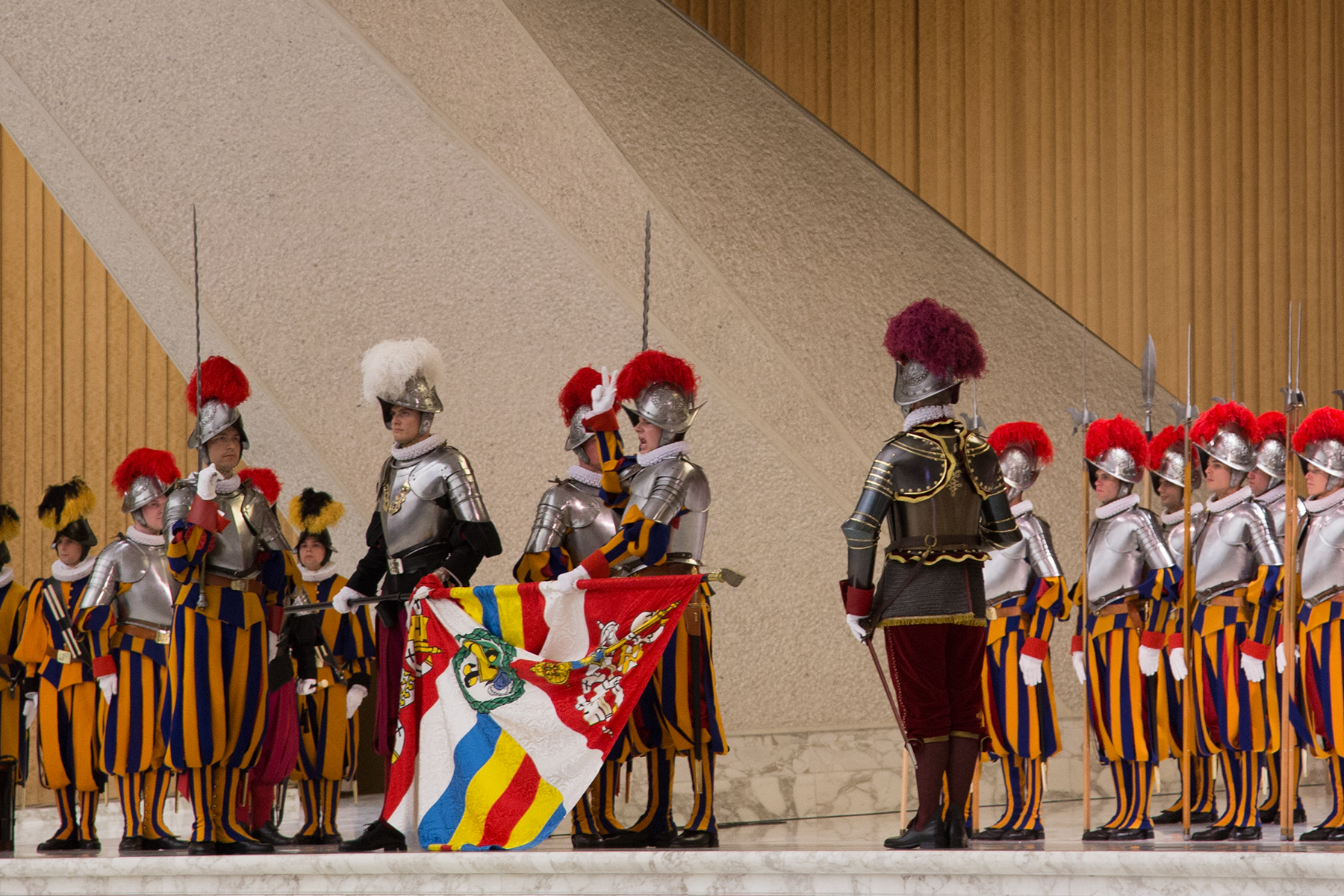
Lễ tuyên thệ tại Khán phòng Phaolô VI, năm 2013

Ứng viên nếu được chấp nhận thì tuyên thệ vào ngày 6 tháng 5 hằng năm tại Sân San Damaso ở Thành Vatican. Ngày 6 tháng 5 là ngày kỷ niệm Vụ bạo loạn Roma năm 1527. Tuyên úy đọc to lời tuyên thệ bằng ngôn ngữ của tân binh (tiếng Đức, tiếng Pháp và tiếng Ý):
(Bản dịch tiếng Việt) Tôi thề sẽ trung tín, trung thành và vinh dự phục vụ Đức Giáo hoàng (tên của giáo hoàng) và người kế vị hợp pháp của ngài, và cũng dấn thân vì các ngài với tất cả sức mạnh của mình, hy sinh mạng sống của tôi nếu cần thiết để bảo vệ các ngài. Tôi giả định cam kết tuân theo Hồng y đoàn bất cứ khi nào trống Tông Tòa. Hơn nữa, tôi thề luôn tôn trọng, trung thành và vâng lời chỉ huy và cấp trên khác của tôi. Tôi xin thề! Xin Thiên Chúa và các thánh quan thầy của chúng ta trợ giúp cho tôi!

Khi được gọi, tân binh sẽ tiến đến lá cờ, tay trái nắm lấy lá cờ, tay phải giơ lên với ngón cái, ngón trỏ và ngón giữa mở rộng dọc theo ba trục, tượng trưng cho Thiên Chúa Ba Ngôi và nói:
(Bản dịch tiếng Việt) Tôi, Kích binh (họ tên), thề nhiệt tâm và trung thành tuân theo tất cả những gì vừa được đọc ra cho tôi, xin Thiên Chúa ban phúc lành và xin thánh quan thầy trợ giúp con.
(Tiếng Đức) Ich, Hellebardier ..., schwöre, alles das, was mir soeben vorgelesen wurde, gewissenhaft und treu zu halten, so wahr mir Gott und seine Heiligen helfen.
(Tiếng Ý) Io, Alabardiere ...., giuro d'osservare fedelmente, lealmente e onorevolmente tutto ciò che in questo momento mi è stato letto, che Iddio e i Suoi Santi mi assistano.
(Tiếng Pháp) Moi, Hallebardier ..., jure d'observer, loyalement et de bonne foi, tout ce qui vient de m'être lu aussi vrai, que Dieu et Ses saints m'assistent.

### Lương bổng
Lính thường trực nhận mức lương được miễn thuế là 1.300 euro mỗi tháng, cộng với tiền lương trả thêm giờ khi làm việc thêm giờ. Ngoài ra, họ được cấp chỗ ở nội trú.

## Lễ phục

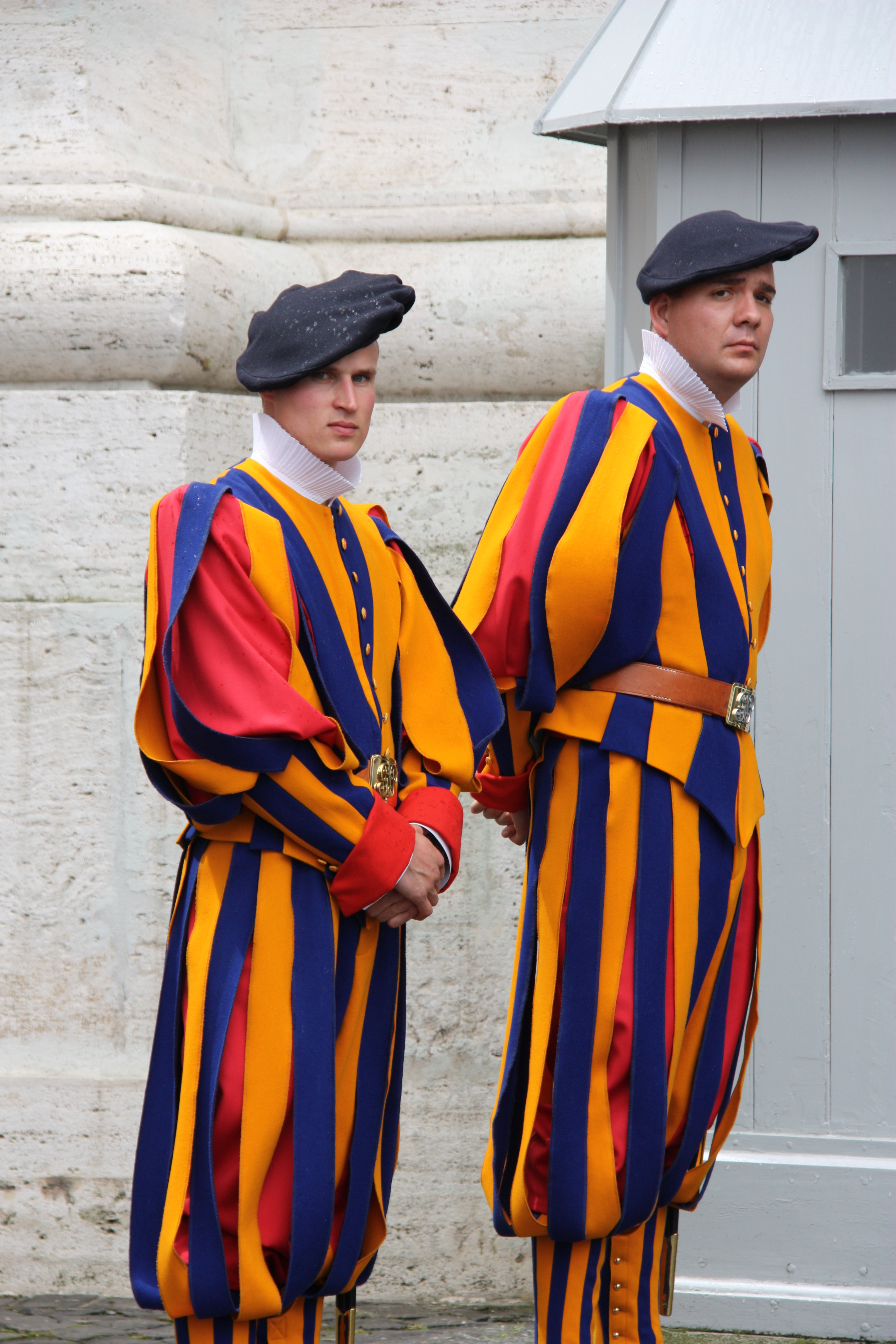
Vệ binh Thụy Sĩ tại thành Vatican

Lễ phục của Vệ binh Thụy Sĩ sọc xanh, đỏ, cam và vàng, được thiết kế theo phong cách Phục Hưng. Tư lệnh Vệ binh Thụy Sĩ Jules Repond quy định lễ phục vào năm 1914, lấy cảm hứng từ những tác phẩm nghệ thuật về Vệ binh Thụy Sĩ vào thế kỷ 16.

## Quân hàm
Tính đến năm 2024, Vệ binh Thụy Sĩ gồm 135 thành viên:

### Sĩ quan
- 1 tư lệnh mang quân hàm đại tá
- 1 phó tư lệnh mang quân hàm trung tá
- 1 tuyên úy mang quân hàm trung tá
- 1 thiếu tá
- 2 đại úy
- 3 trung úy, được thiết lập vào tháng 12 năm 2020.[20]

### Hạ sĩ quan
- 1 thượng sĩ
- 9 trung sĩ
- 14 hạ sĩ
- 17 phó hạ sĩ.

### Kích binh
- 85 kích binh.

### Cấp hiệu

#### Cấp hiệu sĩ quan
| Vatican |        |        |          |          |          |          |        |        |          |          | Colonel  | Colonel | Lieutenant Colonel | Lieutenant Colonel | Major | Major | Captain | Captain | Lieutenant | Lieutenant | Lieutenant |  |  |  |  |  |  |  |  |  |  |  |  |  |  |  |
| Vatican | Đại tá | Đại tá | Trung tá | Trung tá | Thiếu tá | Thiếu tá | Đại úy | Đại úy | Trung úy | Trung úy | Trung úy |         |                    |                    |       |       |         |         |            |            |            |  |  |  |  |  |  |  |  |  |  |  |  |  |  |  |

#### Cấp hiệu hạ sĩ quan và tân binh
| Vatican   |           |          |          |          |          |          |          |       |       |       |       |           |           |           |           |
| Thượng sĩ | Thượng sĩ | Trung sĩ | Trung sĩ | Trung sĩ | Trung sĩ | Trung sĩ | Trung sĩ | Hạ sĩ | Hạ sĩ | Hạ sĩ | Hạ sĩ | Phó hạ sĩ | Phó hạ sĩ | Kích binh | Kích binh |

| Quân hàm | Đại tá (Oberst) | Trung tá (Oberstleutnant) | Thiếu tá (Major) | Đại úy (Hauptmann) | Trung úy (Leutnant) | Thượng sĩ (Feldweibel) | Trung sĩ (Wachtmeister) | Hạ sĩ (Korporal) | Phó hạ sĩ (Vizekorporal) | Kích binh (Hellebardier) | Người đánh trống (Tambour) |
| -------- | --------------- | ------------------------- | ---------------- | ------------------ | ------------------- | ---------------------- | ----------------------- | ---------------- | ------------------------ | ------------------------ | -------------------------- |
| Số lượng | 1               | 1 (+ tuyên uý)            | 1                | 2                  | 3                   | 1                      | 5                       | 10               | 10                       | 100                      | 100                        |
| Phù hiệu |                 |                           |                  |                    |                     |                        |                         |                  |                          | Không có                 | Không có                   |
| Mũ       |                 |                           |                  |                    |                     |                        |                         |                  |                          |                          |                            |